# رولز-رویس ۱۰ اچ‌پی
رولز-رویس ۱۰ اچ‌پی (Rolls-Royce 10 hp) خودرویی است که در سال‌های ۱۹۰۴ تا ۱۹۰۶ تولید شده‌است. طول آن در حالت طبیعی ۳٬۱۷۵ میلیمتر (۱۲۵٫۰ اینچ) و عرض آن در حالت طبیعی ۱٬۴۰۰ میلیمتر (۵۵٫۱ اینچ) است.
موتور آن ۱۸۰۰ سی‌سی است.
رولزرویس 10 اسب بخاری اولین خودرویی بود که در نتیجه توافقنامه 23 دسامبر 1904 بین چارلز رولز و هنری رویس [1] تولید شد و نشان رولز رویس را نشان داد.[2] 10 اسب بخار توسط شرکت رویس، رویس با مسئولیت محدود، در کارخانه خود در ترافورد پارک، منچستر تولید شد و به طور انحصاری توسط نمایندگی موتور رولز، C.S.Rolls & Co، به قیمت 395 پوند به فروش رسید. 10 اسب بخار در دسامبر 1904 در سالن پاریس به همراه ماشین های 15 اسب بخار و 20 اسب بخار و موتور برای مدل های 30 اسب بخاری به نمایش گذاشته شد.
10 اسب بخار توسعه اولین خودروی هنری رویس، رویس 10 بود، که او سه نمونه اولیه از آن را در سال 1903 تولید کرد. این خود بر اساس یک دکویل دست دوم متعلق به رویس بود که او به درستی معتقد بود می تواند آن را بهبود بخشد. به ویژه، رویس موفق شد خودروی خود را به میزان قابل توجهی بی صداتر از خودروهای موجود کند. بر خلاف رویس 10 که دارای رادیاتور با سطح صاف بود، رولز رویس 10 اسب بخاری دارای رادیاتوری با سقف مثلثی بود که در تمام خودروهای بعدی ظاهر می شد.

این موتور یک سیلندر دوقلوی 1800 سی‌سی است که با آب خنک می‌شود و در خودروهای بعدی به حجم 1995 سی‌سی بزرگ شده است، با سوپاپ‌های ورودی و خروجی جانبی، [3] و بر اساس موتور رویس اصلی اما با میل لنگ بهبودیافته. توان خروجی 12 اسب بخار (9 کیلووات) در 1000 دور در دقیقه بود. حداکثر سرعت این خودرو 39 مایل در ساعت (63 کیلومتر در ساعت) است. یک ترمز گیربکس در پشت گیربکس تعبیه شده است که با پدال پایی کار می کند و ترمزهای درام منبسط داخلی در محور عقب که توسط اهرم ترمز دستی کار می کند. فنر زدن توسط فنرهای برگی نیمه بیضوی در هر دو محور جلو و عقب انجام می شود. این یک ماشین کوچک با فاصله بین دو محور Template:Auto in و یک مسیر از Template:Auto in است.[3]